# 卡登
卡登是德国莱茵兰-普法尔茨州的一个市镇。总面积2.25平方公里，总人口603人，其中男性303人，女性300人（2011年12月31日），人口密度268人/平方公里。